# Povinnost respektovat lidská práva
Povinnost respektovat lidská práva je základní právní a morální závazek státu i dalších veřejných i soukromých subjektů. Tato povinnost spočívá v tom, že dochází ke zdržení se jakéhokoliv zásahu, který by porušoval nebo ohrožoval práva a svobody jedinců, které jsou zaručená vnitrostátním právem a mezinárodními lidskoprávními normami. Tato povinnost tvoří první ze tří klíčových složek tzv. trojí povinnosti státu v oblasti lidských práv, spolu s povinností chránit a povinností naplňovat nebo zajišťovat tato práva.
Povinnost respektovat lidská práva má nejenom právní rozměr, který je odvozen z ústavního a mezinárodního práva, ale také rozměr etický a politický, který souvisí s odpovědností vůči jednotlivci a společnosti jako celku. Jde o zásadní aspekt právního státu, demokracie a dobré správy věcí veřejných.

## Definice a význam
Povinnost respektovat lidská práva představuje základní závazek států a jeho orgánů, který spočívá v tom, že se zdrží jakéhokoliv jednání, které by mohlo přímo či nepřímo porušovat práva jedinců, která jsou zaručena vnitrostátními i mezinárodními právními předpisy. Stát tedy nesmí aktivně zasahovat do lidských práv způsobem, který není v souladu se zákonem, demokratickými principy a mezinárodními standardy ochrany lidských práv.
Povinnost respektovat lidská práva je chápána jako nezbytný a minimální standard, který je od státu očekávám vůči jednotlivcům. Znamená to tedy, že orgány veřejné moci mohou zasahovat do základních práv a svobod pouze v případě, je-li k tomu jasný právní základ, a zásah do těchto základních práv a svobod sleduje legitimní cíl a je nezbytný a přiměřený. Svévolné, diskriminační nebo nepřiměřené zásahy jsou s touto povinností jednoznačně neslučitelné.
Povinnost respektovat lidská práva je prvním a nejzákladnějším krokem v rámci širšího rámce ochrany lidských práv, na který jsou navázány další povinnosti státu, a to hlavně ty, které mají povinnost chránit jednotlivce před zásahy třetích osob a povinnost tvořit podmínky pro realizaci práv. Bez naplnění povinnosti respektovat by ostatní aspekty ochrany práv nebyly možné.

## Respektování práv

### V českém právu
V českém právním systému je povinnost respektovat lidská práva zakotvena v několika hlavních právních předpisech. Ústava České republiky a Listina základních práv a svobod vymezují základní rámec ochrany lidské důstojnosti, svobody a rovnosti. V článku 1 Listiny je uvedeno, že lidská důstojnost je neporušitelná, a v článku 2 odst. 2 je stanoveno, že výkon státní moci je omezen zákony, což zajišťuje ochranu práv jednotlivců proti svévolnému zásahu ze strany státu.
Zákon o veřejném ochránci práv (č. 349/1999 Sb.) umožňuje jednotlivcům stěžovat si na porušování jejich práv ze strany veřejné správy. Veřejný ochránce práv může provádět nezávislé šetření a poskytovat pomoc obětem, kterým byla porušena práva. Zákon č. 82/1998 Sb. upravuje odpovědnost státu za škody, které jsou způsobené při výkonu veřejné moci v rozporu s právem. Tento zákon poskytuje jednotlivcům možnost žádat náhradu újmy v případě, že došlo k porušení jejich práv ze strany státních orgánů.
Tento právní rámec v České republice zajišťuje nejen ochranu základních práv a svobod, ale také tvoří mechanismy pro nápravu v případě jejich porušení, a tím je posilován právní stát a ochrana jednotlivců vůči zneužívání státní moci.

### Mezinárodní právní rámec
Povinnost respektovat lidská práva je základním požadavkem, který je zakotven v mnoha klíčových mezinárodních dokumentech. Všechny tyto dokumenty zavazují státy, aby nezasahovaly do práv jednotlivců, a aby chránily základní práva a svobody dle zásad rovnosti, lidské důstojnosti a spravedlnosti.[zdroj⁠?!]
Základním mezinárodním dokumentem je Všeobecná deklarace lidských práv, která byla přijata v roce 1948 Valným shromážděním OSN. Tato deklarace prohlašuje, že všichni lidé se rodí svobodní a sobě rovní v důstojnosti a právech (čl. 1.), a že práva a svobody mají být zaručeny bez jakékoli diskriminace (čl. 2.). Přestože není právně zavazná, stala se ale mezinárodním standardem a inspirací pro tvorbu závazných smluv.
Na regionální úrovní je povinnost respektovat lidská práva zakotvena v Evropské úmluvě o ochraně lidských práv a základních svobod z roku 1950. Článek 1 této úmluvy státy zavazuje garantovat každému jedinci v jejich jurisdikci práva a svobody stanovené v Úmluvě. Výjimečnost tohoto systému je ta, že jednotlivci mohou podávat stížnosti proti státu přímo k Evropskému soudu pro lidská práva, čímž je ochrana práv skutečně vymahatelná.
Tyto mezinárodní dokumenty společně tvoří velmi pevný právní základ, který určuje, že nejen stát má pasivní povinnost nezasahovat do lidských práv, ale v některých případech má také aktivní povinnost chránit jedince před porušením jejich práv.

## Judikatura
Judikatura, což znamená soudní rozhodnutí, má velmi zásadní význam pro vykládání a aplikaci povinnosti států respektovat lidská práva. Soudy pomáhají interpretovat a konkretizovat právní normy, čímž je usnadněno jejich uskutečňování v praxi.
Evropský soud pro lidská práva ve věci Loizidou proti Turecku (1996) rozhodl, že stát může nést odpovědnost za porušování lidských práv i mimo své vytyčené místo, a to v případě, že vykonává efektivní kontrolu nad daným územím nebo oblasti. Toto rozhodnutí je ukázkou toho, že povinnost respektovat lidská práva není omezena na území vlastního státu, ale že se také může vztahovat na oblasti, nad kterými stát vykonává faktickou kontrolu. Takovéto rozhodnutí má dalekosáhlý vliv na to, jak je aplikováno mezinárodní právo v případě konfliktů či okupace.[ve zdroji nenalezeno]
V českém kontextu je významná judikatura Ústavního soudu České republiky, který se mnohdy vyjadřuje k porušování práv jednotlivců ze strany státních orgánů.[ve zdroji nenalezeno] V nálezu Pl. ÚS 19/93 Ústavní soud uvádí, že jakýkoliv zásah veřejné moci do práv jednotlivce musí být náležitě odůvodněn veřejným zájmem a musí respektovat zásadu proporcionality. Což tedy znamená, že zásah do práv jednotlivce nesmí být nepřiměřený a musí být vyvážená veřejným zájmem, což znamená, že má zásadní význam pro ochranu práv jednotlivců v českém právním systému.
Judikatura tedy pomáhá definovat a ujasňovat povinnost státu i jiných aktérů v oblasti ochrany lidských práv, a jak zásady jako proporcionalita a respektování soukromí každého jedince, jsou klíčovými a důležitými principy pro právní ochranu každého jedince.

## Kontrola a vymahatelnost respektování práv
Povinnost státu respektovat lidská práva není jen právní závazek, ale také vyžaduje jisté mechanismy, které zajistí jejich dodržování a ochranu. Tyto mechanismy fungují na mezinárodní, regionální a vnitrostátní úrovni, a jsou klíčové zejména pro zajištění, že v případě porušování lidských bude jejich porušování řádně řešeno.
Na mezinárodní úrovni existuje několik kontrolních orgánů, které hlídají dodržování lidských práv, např.:
- Výbor OSN pro lidská práva
- Rada OSN pro lidská práva
- Evropský soud pro lidská práva
- Meziamerický soud pro lidská práva

Na vnitrostátní úrovni mají jednotlivci možnost chránit svá práva prostřednictvím správních žalob, ústavních stížností či podáním stížnosti k veřejnému ochránci práv. V České republice může Ústavní soud posuzovat, jestli nejsou rozhodnutí státních orgánů v rozporu s Ústavou či s Listinou základních práv a svobod. V České republice je také velmi důležitým člověkem ombudsman, na kterého se jedinci mohou obracet v případě, že jsou jejich práva porušována. Důležitou roli také hrají národní instituce, jako jsou například komise pro rovné zacházení či inspekce, které zajišťují dodržování práv a ochranu proti diskriminaci či jiným porušením.[zdroj?]
V případě, že dojde k porušení lidských práv, odpovědnost za jejich porušení může být uplatněna nejen na národní úrovni, ale může být také uplatněna mezinárodní odpovědnost státu. To znamená, že v případě porušení lidských práv, má stát povinnost poskytnout nápravu jedincům, u kterých byla jejich práva porušena.
Existuje tedy široká síť mechanismů, které mají za cíl zajistit, aby stát nesl odpovědnost za porušování práv, a aby jedinci či skupiny, kterým byla práva porušena, byli řádně odměněni. Tyto mechanismy také zajišťují vymahatelnost a kontrolu dodržování lidských práv, a to jak na mezinárodní, tak na národní úrovni, a to prostřednictvím soudních orgánů, institucí pro ochranu práv a odpovědnosti za porušení práv.